# Кларій ходячий
Кларій ходячий (Clarias batrachus) — вид прісноводних потамодромних риб, здатних дихати повітрям, відомий здатністю «ходити» сушею в пошуках кращих умов.

## Ареал
Ареал охоплює Південну Азію: Ява, Індонезія. Як об'єкт аквакультури використовується по всьому Світі. У деяких країнах характеризується як інвазивний вид. Так у США від розповсюдився Флоридою, також відзначений у Каліфорнії, Коннектикуті, Джорджії, Массачусетсі та Неваді.